# 臺中市屯區藝文中心
臺中市屯區藝文中心（簡稱屯區藝文中心、屯藝）是位於臺灣臺中市太平區的藝文場所，屬於臺中市政府文化局下級機關。由於合併前的臺中縣幅員廣大，僅有縣治豐原市設有文化中心，因而臺中縣政府規劃在海線及屯區也設立藝文場所，屯藝及港區藝術中心於焉誕生。

## 歷史
屯區藝文中心所在基地原為中華民國國軍坪林教練場，臺中縣政府經中華民國國防部同意無償撥用，以興建屯區藝文中心。
- 2005年11月，臺中縣政府開始興建屯區藝文中心。
- 2009年4月，屯區藝文中心籌備處成立。11月，開始試營運。
- 2010年7月，「臺中縣立屯區藝文中心」正式成立。12月25日，臺中縣市合併，臺中縣立屯區藝文中心更名為「臺中市立屯區藝文中心」，為臺中市政府文化局所屬二級機關。
- 2013年1月1日，屯區藝文中心改為臺中市政府文化局內部單位，更名為「臺中市政府文化局屯區藝文中心」。

## 空間
佔地近五萬平方公尺，總樓地板面積12,048平方公尺，地上三層地下一層，是一座以「太極、中道」及「藝、素、建築」的觀念所蘊育出的一座有思想的建築。主體多功能演藝廳有1200席、實驗劇場有210席。 

### 室內空間
展覽館
- 地下一樓：展覽室B
- 一樓：展覽室A
- 二樓：
  - 美學典藏館
  - 親子閱覽室
- 三樓：大會議室（198座席）

演藝館
- 演藝廳（1190座席）
- 實驗劇場（210座席）

### 戶外
- 露天劇場：561.66平方公尺，可容納近二萬人。
- 西側停車場：汽車：248台
- 東側停車場：汽車：40台、機車：177台、遊覽車：15台

## 組織
- 主任
  - 秘書

行政單位
- 推廣組
- 展演組
- 總務組

## 參觀資訊
- 地址：臺中市太平區大興路201號
- 開放時間: 09:00–17:30，每週一休館

## 交通
週邊主要道路
- 太原路
- 中山路 (太平區)
- 大興路（市道129號）

台中市公車
- 台中客運：15、163
- 豐原客運：51
- 統聯客運：85
- 總達客運：246

## 外部連結
- 臺中市屯區藝文中心 （页面存档备份，存于）
- 臺中市屯區藝文中心的Facebook專頁